# Enrique Peñalver Mollá
Enrique Peñalver Mollá (Valencia, 1968) es un paleontólogo español especializado en el estudio de artrópodos, principalmente en la taxonomía y tafonomía de los fosilizados en ámbar del Cretácico. Trabaja como investigador científico en el Instituto Geológico y Minero de España.

## Biografía
Se licenció en Biología por la Universidad de Valencia, universidad en la que fue profesor asociado de Geología entre 1998 y 2000 y en la que obtuvo el doctorado en 2002 con la tesis Los insectos dípteros del Mioceno del Este de la Península Ibérica: Rubielos de Mora, Ribesalbes y Bicorp. Tafonomía y sistemática.
Entre 2004 y 2006 trabajó con una beca postdoctoral en el Museo Americano de Historia Natural con insectos del ámbar dominicano. Desde 2004 a 2009 trabajó en el Instituto Geológico y Minero de España con un contrato de investigación «Ramón y Cajal».
En 2009 fue científico titular en el Instituto Geológico y Minero de España, y desde 2021 es investigador científico, desde donde estudia fósiles de insectos conservados en ámbar y en sedimentos lacustres españoles, de Madagascar y del copal de Nueva Zelanda.

## Investigación
Las áreas de estudio comprenden los insectos fósiles del Mioceno: Yacimientos de Rubielos de Mora (Teruel), Ribesalbes (Castellón) y Bicorp (Valencia). En especial los grupos Diptera, Hemiptera e Hymenoptera. Asimismo, insectos fósiles del Cretácico en ámbar: Yacimientos de Peñacerrada I y II (Burgos y Álava), Rábago/El Soplao (Cantabria), El Caleyu (Asturias) y San Just (Teruel), además de ejemplares en ámbar cretácico de Myanmar (antigua Birmania). En especial los órdenes Neuroptera, Hymenoptera, Hemiptera, Orthoptera y Thysanoptera. Los aspectos que investiga en general, de los insectos fósiles, son taxonomía, tafonomía y paleoecología, además investiga el conjunto de yacimientos de ámbar de España, su génesis (y los procesos que originaron los abundantes yacimientos de ámbar del Cretácico a nivel mundial) y la posible utilización prehistórica del ámbar español. También investiga y publica en Patrimonio paleontológico: Catalogación, sistematización; en especial colecciones y en menor medida yacimientos (en este último caso centrado en la Comunidad Valenciana y la provincia de Teruel).
Entre otros estudios ha descubierto el caso de polinización por insectos más antiguo conocido: cuatro hembras de tisanóptero atrapadas en resina con el cuerpo cubierto por granos de polen de gimnosperma, encontradas en una muestra de ámbar del Cretácico alavés.
De igual manera, ha descrito la garrapata más antigua conocida, procedente del Cretácico del yacimiento de Rábago/El Soplao (Cantabria) de hace unos 105 millones de años. Previamente ya había descrito una garrapata adherida a una pluma de dinosaurio procedente de un yacimiento de ámbar de Birmania, inscribiéndola en un nuevo grupo de garrapatas (Deinocrotonidae) y confirmando que hace 100 millones de años ya se alimentaban de sangre.
Asimismo ha participado en la descripción de un caso de parasitismo de un ácaro sobre un díptero cretácicos, muy escasos en el registro fósil. Se documentó en un fragmento de ámbar procedente del yacimiento de ámbar de San Just (Utrillas, Teruel).

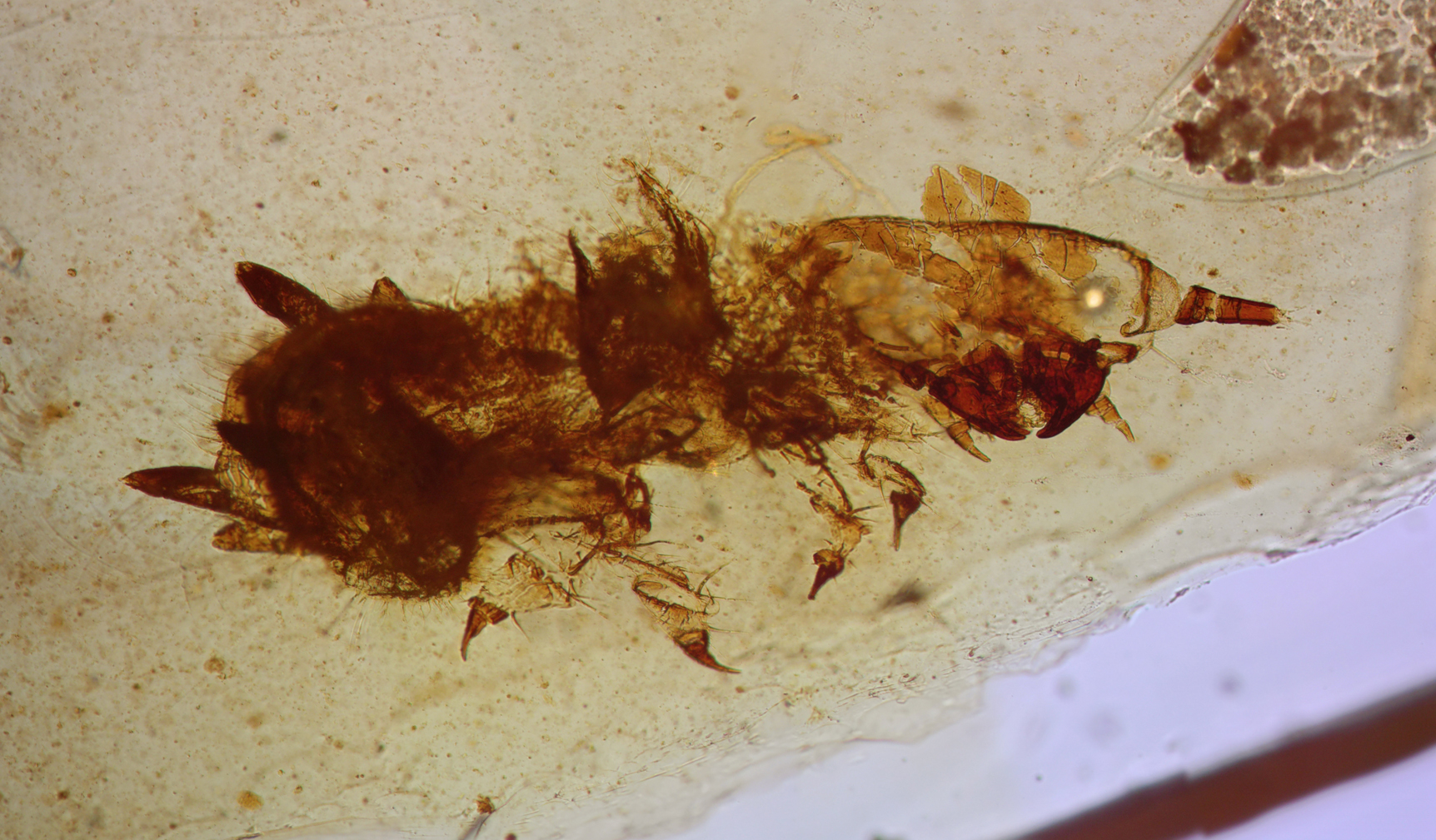
Larva de escarabajo derméstido en ámbar del Cretácico de Rábago-El Soplao que se alimentaba de plumas de dinosaurio (longitud 1,5 mm)

En 2023 publicó las larvas de escarabajo (derméstidos) que se encontrarían en los nidos de ciertos dinosaurios emplumados alimentándose de las plumas desechadas. Este registro fósil único se encontró en ámbar cretácico de San Just (Utrillas, Teruel), y un ejemplar completo de larva del ámbar de Rábago/El Soplao en Cantabria fue decisivo para conocer la anatomía completa de estos insectos nidícolas.
Desde 2019 es Miembro del Comité Científico por Europa de la International Palaeoentomological Society (acordado en la asamblea convocada en mayo de 2019 en Santo Domingo).

## Reconocimientos
- En 2018 fue seleccionado por la revista Quo y el Consejo Superior de Investigaciones Científicas para la «Selección Española de la Ciencia», como uno de «los mejores científicos españoles de 2018».[8]

Taxones dedicados
- Cuvierimops penalveri[9]
- Derephysia penalveri[10]
- Echinoaphis penalverii[11]
- Gonomyia penalveri[12]
- Monitelcana penalveri[13]
- Nehvizdya penalveri[14]
- Polliniretes penalveri[15]
- Symplecta penalveri[16]
- Tachinymphes penalveri[17]
- Tetraphalerus penalveri[18]
- Xerocrassa penalveri[19]

## Obra
- Peñalver, Enrique (1998). Estudio tafonómico y paleoecológico de los insectos del Mioceno de Rubielos de Mora (Teruel). Instituto de Estudios Turolenses: 179 págs. ISBN 84-86982-81-2
- Peñalver, Enrique (2002). Los insectos dípteros del Mioceno del Este de la Península Ibérica; Rubielos de Mora, Ribesalbes y Bicorp. Tafonomía y sistemática. Tesis Doctoral. Universitat de València: 548 pp. Valencia. (formato PDF en CD-Rom). ISBN 84-370-5639-X
- Belinchón, Margarita; Peñalver, Enrique; Montoya, Plinio y Gascó, Francisco (2009). Crónicas de fósiles. Las colecciones paleontológicas del Museo de Ciencias Naturales de Valencia. Ayuntamiento de Valencia: 538 pp. ISBN 978-84-8484-292-7
- Rodrigo Sanz, Ana; Peñalver Mollá, Enrique; Barrón López, Eduardo y Lozano Fernández, Rafael Pablo (2010). Gea y el ámbar (vídeo de 27 min.). Render Area, Instituto Geológico y Minero de España, Fundación Española para la Ciencia y la Tecnología.
- Peñalver, Enrique (2012). Ámbar. La historia de un material que ha fascinado a la humanidad. Los Libros de la Catarata: 144 págs. ISBN 978-84-8319-734-9
- Rodrigo Sanz, Ana; Peñalver Mollá, Enrique; Barrón López, Eduardo y Lozano Fernández, Rafael Pablo (2015). Gea y los fósiles (vídeo de 28 min.). Render Area, Museo Geominero. Instituto Geológico y Minero de España.
- Peñalver, Enrique; Barrón, Eduardo; Postigo Mijarra, José María; García Vives, Juan Antonio y Saura Vilar, Manuel (2016). El paleolago de Ribesalbes: un ecosistema de hace 19 millones de años. Diputación de Castellón e Instituto Geológico y Minero de España. 201 págs. ISBN 9788415301684